# جارگرام
جارگرام (به انگلیسی: Jhargram) یک منطقهٔ مسکونی در هند است که در Jhargram subdivision واقع شده‌است. جارگرام ۲۱٫۴۰ کیلومتر مربع مساحت و ۶۱٬۶۸۲ نفر جمعیت دارد و ۸۱ متر بالاتر از سطح دریا واقع شده‌است.